# Paulo Autuori
Paulo Autuori de Mello (Rio de Janeiro, 25 de agosto de 1956) é um dirigente esportivo e treinador de futebol brasileiro. Atualmente comanda o Sporting Cristal. 
Autuori tem formação em educação física (Universidade Castelo Branco), administração esportiva (PUC-RJ) e curso de treinador de futebol (UERJ).

## Carreira

### Passagem por Portugal
Entre 1986 e 1995 treinou diversas equipes portuguesas, primeiro como adjunto de Marinho Peres, no Vitória de Guimarães, e depois como treinador principal do Nacional da Madeira, (subida da segunda para a primeira divisão). Também na Madeira, foi o primeiro treinador que levou o Marítimo, a qualificar-se para as competições europeias, na temporada 1994–95.

### Botafogo
Em 1995 assumiu o comando do Botafogo, substituindo o técnico Jair Pereira. Superando a desconfiança inicial, o então desconhecido treinador se consagrou ao conquistar o Campeonato Brasileiro com o alvinegro carioca.

### Cruzeiro
Em 1997 foi o treinador do Cruzeiro na conquista do bicampeonato da Libertadores da América e do título do campeonato mineiro daquele ano.

### São Paulo
No final de abril de 2005, após se demitir do comando da Seleção do Peru, devido a divergências com a Confederação Peruana, foi contratado pelo São Paulo para substituir Emerson Leão, que havia ido para o Japão. O técnico conquistou a Copa Libertadores da América e o Mundial de Clubes da FIFA pelo Tricolor Paulista.

### Kashima Antlers
Em 2006, Paulo Autuori assinou contrato para treinar o Kashima Antlers, time do Japão. Após o fracasso da Seleção Brasileira na Copa do Mundo de 2006, seu nome chegou a ser cogitado para ser o novo treinador.

### Retorno ao Cruzeiro
Em 2007, treinou o Cruzeiro no Campeonato Mineiro, e, após perder o primeiro jogo da final para o Atlético Mineiro, pediu demissão.

### Al-Rayyan
Ainda no mesmo ano, foi anunciado como treinador de uma equipe do Qatar, o Al-Rayyan, onde permaneceu até 2009.

### Grêmio
Em 13 de maio de 2009, foi anunciado como novo treinador do Grêmio e começou a comandar o time gaúcho a partir de 18 de maio. Seu contrato teria duração até dezembro de 2010. Autuori ainda levou seu auxiliar técnico Renê Weber e o preparador físico Gilvan Santos para o clube tricolor. Logo no dia de sua apresentação, o treinador já comandou um treino, com presença de duzentos torcedores, demonstrou um estilo de jogo com "passes rápidos e jogadas em velocidade pelos lados do campo". Os jogadores do clube tiveram uma reação positiva quanto à contratação do treinador; Victor fez vários elogios ao técnico. Em novembro do mesmo ano, Autuori deixou o Grêmio para retornar ao Al-Rayyan.

### Retorno ao Al-Rayyan e Seleção do Qatar
Após a saída do Grêmio, foi para o Al-Rayyan, que o fez uma proposta milionária de cerca de 18 milhões de reais por dois anos de contrato, ficando até agosto de 2011, onde passou a comandar a Seleção Olímpica do Qatar, cuja proposta antes havia recusado.
Com a saída de Sebastião Lazaroni em dezembro de 2011, passou a ser cotado para assumir a seleção principal, o que aconteceu em 19 de fevereiro de 2012, saindo do comando da seleção, logo após a eliminação da Copa do Golfo.

### Vasco da Gama
Em 22 de março de 2013, após uma rápida negociação, assinou com o Vasco da Gama para treinar o clube do coração. Participaram diretamente das negociações René Simões, ex-diretor executivo do Vasco, e Ricardo Gomes, então diretor executivo de futebol do clube carioca, sendo este último, seu amigo íntimo. Autuori teve grande aceitação por parte da torcida, principalmente pelo fato de que durante o tempo que foi treinador do Flamengo, seu arquirrival, deu uma declaração dizendo ser torcedor do Vasco.
Autuori pregou uma mudança de mentalidade vascaína. Para o treinador, era necessário que os jogadores entrem em campo mentalmente ligados, o tempo todo.
No dia 9 de julho, alegando insatisfação com os constantes atrasos de salários e resultados abaixo da expectativa, Autuori acerta sua saída do comando técnico do Vasco.

### Retorno ao São Paulo
Acertou seu retorno ao São Paulo no dia 11 de julho de 2013.
Em 3 de agosto de 2013, após 14 jogos sem vitórias, sendo sete sob seu comando, Autuori enalteceu o elenco são-paulino após a vitória na Eusébio Cup. O treinador chamou seus comandados de "guerreiros" após o triunfo sobre o Benfica, de Portugal.
No dia 9 de setembro, foi demitido do São Paulo devido aos maus resultados no Campeonato Brasileiro. Com campanha de rebaixado, Autuori não conseguiu tirar o time da zona de rebaixamento da competição. Através da nota no site oficial que confirmou Muricy Ramalho como seu substituto no cargo de técnico, houve um agradecimento pelo seu trabalho no clube, que enfatizou a vitória na Eusébio Cup.

### Atlético Mineiro
Foi anunciado pelo Atlético Mineiro no dia 20 de dezembro de 2013, chegando para substituir Cuca e dirigir o time na temporada de 2014. A equipe foi vice-campeã do Campeonato Mineiro ao empatar as duas partidas da final. Após uma derrota na primeira partida das oitavas-de-final da Copa Libertadores da América, contra o Atlético Nacional, a diretoria do clube anunciou por meio de seu Twitter a demissão de Autuori em 24 de abril de 2014.

### Cerezo Osaka
No dia 16 de dezembro de 2014, Autuori acertou sua ida para o clube japonês, recém-rebaixado para a segunda divisão, com o objetivo de promovê-lo à primeira divisão.
Em 17 de novembro de 2015, quase um ano após a sua contratação, Autuori pediu demissão do clube, a uma rodada do fim da temporada regular e do início do mata-mata de acesso à primeira divisão.

### Atlético Paranaense
Acertou com o Atlético Paranaense no dia 7 de março de 2016, assinando um contrato de dois anos. Dois meses após sua contratação, Paulo Autuori conquistou o Campeonato Paranaense, após vencer os dois jogos na final contra o arquirrival Coritiba, sagrando-se campeão em pleno Couto Pereira. No mesmo ano, o treinador classificou o Furacão para a Copa Libertadores da América, finalizando o Campeonato Brasileiro na sexta posição.
No ano de 2017, Paulo Autuori classificou o Atlético nas duas eliminatórias da Libertadores, eliminando o Millonarios, da Colômbia, e o Deportivo Capiatá, do Paraguai. Em 23 de maio foi anunciada sua saída do cargo de treinador, dando lugar a Eduardo Baptista. Paulo Autuori passou a ocupar o cargo de coordenador técnico.
Em 10 de julho, Autuori chegou a anunciar seu desligamento do Atlético após a demissão do então técnico Eduardo Baptista. Oito dias depois, no entanto, se reuniu com a diretiva rubro-negra e reassumiu o cargo de manager. Na ocasião, Fabiano Soares já havia assumido o cargo de técnico da equipe principal da equipe paranaense.
Após o término da temporada de 2017, Autuori encerrou seu ciclo no escrete curitibano.

### Fluminense
No dia 18 de dezembro de 2017, Autuori assina com o Fluminense para atuar como diretor executivo de futebol.

### Ludogorets Razgrad
Em junho de 2018 assina com o Ludogorets da Bulgária e conquista a Supercopa da Bulgária logo na sua estreia no comando da equipe.

### Atlético Nacional
Foi anunciado no Atlético Nacional da Colômbia no dia 2 de novembro de 2018. Após perder para o Fluminense pela Copa Sul-Americana de 2019, pediu demissão.

### Santos
No dia 22 de julho de 2019, foi anunciado como superintendente de futebol do Santos.

### Botafogo
Em 12 de fevereiro de 2020, retornou ao Botafogo. No dia 1º de outubro, pediu demissão depois da derrota de 1x2 para o Bahia no Estádio Nilton Santos, dando lugar ao auxiliar Bruno Lazaroni.

### Retorno ao Athletico Paranaense
No dia 17 de outubro de 2020, Autuori firma seu retorno ao Atlético Paranaense. A princípio, a mídia especializada indicava que Autuori assumiria o cargo de diretor técnico de futebol no Furacão, sendo responsável pela liderança técnica do projeto desportivo. Posteriormente, o presidente do Athletico, Mario Celso Petraglia, anunciou oficialmente que Autuori acumularia as funções de diretor técnico de futebol e treinador da equipe principal do rubro-negro até fevereiro de 2021, tendo em vista as dificuldades que o clube enfrentou no ano de 2020.

### Retorno ao Atlético Nacional
Em 3 de outubro de 2022, após sua passagem no Internacional como coordenador técnico, Autuori acertou com o Atlético Nacional para ser o treinador.
Em 6 de julho de 2023, após o sorteio das oitavas de final da Copa Libertadores, Autuori deixou o comando técnico alegando motivos pessoais.

### Passagem interina pelo Cruzeiro
Em 14 de novembro de 2023, após a demissão de Zé Ricardo, a diretoria do Cruzeiro anunciou o Diretor Técnico Paulo Autuori como treinador interino para os seis jogos restantes do Campeonato Brasileiro com a missão de salvar o clube do rebaixamento. O novo treinador pega o time em 17º lugar, com 37 pontos, um a menos que o Bahia, primeiro time fora da zona do rebaixamento.
Estreou em um jogo atrasado válido pela 30ª rodada do Campeonato Brasileiro, obtendo uma vitória contra o Fortaleza, na Arena Castelão.
Autuori obteve êxito em seu objetivo, na qual foi confirmado na penúltima rodada que o clube já não tinha mais chances de rebaixamento ao empatar com o Botafogo, no estádio Nilton Santos. Em seus 6 jogos a frente do Cruzeiro nessa passagem, o treinador obteve 2 vitórias e 4 empates, ficando invicto. Terminou a competição na 14ª colocação, classificando para a Copa Sul-Americana. Ao fim da temporada, o treinador voltou ao cargo de diretor técnico, conforme desejo pessoal. Para o seu lugar, o Cruzeiro anunciou o argentino Nicolás Larcamón como novo técnico.

### Retorno ao Athletico Paranaense
No dia 31 de julho de 2024, o Athletico Paranaense anuncia o retorno de Autuori ao Furacão, para ocupar o cargo de diretor técnico.

### Retorno ao Sporting Cristal
Em 17 de abril de 2025, o Sporting Cristal anunciou o retorno de Autuori, que será o novo comandante da equipe. O brasileiro retorna depois de 23 anos ao clube, onde trabalhou em 2002 e conquistou o Campeonato Peruano.

## Coordenador técnico

### Coordenador técnico do Goiás
Em 24 de fevereiro de 2022, Autuori era apresentado pelo Goiás, como coordenador técnico de Bruno Pivetti. Após completar exato um mês há frente do Goiás, sua demissão era anunciada, junto com a de Bruno.

### Coordenador técnico do Internacional
Em 26 de março de 2022, após sua curta passagem no Goiás, Autuori foi escolhido pela diretoria do Internacional para ser o coordenador técnico.

## Diretor técnico

### Diretor técnico do Cruzeiro
Em 4 de agosto de 2023, foi anunciado como diretor técnico do Cruzeiro.

## Estatísticas

### Como treinador
Atualizado até 6 de dezembro de 2023.
| Clube                | Jogos | Vitórias | Empates | Derrotas | Aproveitamento |
| -------------------- | ----- | -------- | ------- | -------- | -------------- |
| Vitória de Guimarães | 55    | 24       | 15      | 16       | 52.73%         |
| Nacional             | 77    | 37       | 17      | 23       | 55.41%         |
| Marítimo             | 93    | 38       | 21      | 34       | 48.39%         |
| Botafogo             | 81    | 31       | 27      | 23       | 49.38%         |
| Benfica              | 23    | 14       | 4       | 5        | 66.67%         |
| Cruzeiro             | 93    | 45       | 25      | 23       | 57.35%         |
| Flamengo             | 45    | 19       | 14      | 12       | 52.59%         |
| Internacional        | 7     | 2        | 3       | 2        | 42.86%         |
| Santos               | 18    | 6        | 5       | 7        | 42.59%         |
| Alianza Lima         | 23    | 14       | 7       | 2        | 71.01%         |
| Sporting Cristal     | 50    | 24       | 12      | 14       | 56%            |
| Peru                 | 31    | 9        | 10      | 12       | 39.78%         |
| São Paulo            | 72    | 29       | 15      | 28       | 47.22%         |
| Kashima Antlers      | 34    | 18       | 4       | 12       | 56.86%         |
| Al-Rayyan            | 142   | 75       | 26      | 41       | 58.92%         |
| Grêmio               | 36    | 13       | 11      | 12       | 46.3%          |
| Catar Sub-23         | 2     | 1        | 1       | 0        | 66.67%         |
| Catar                | 16    | 4        | 5       | 7        | 35.42%         |
| Vasco da Gama        | 11    | 4        | 2       | 5        | 42.42%         |
| Atlético Mineiro     | 23    | 11       | 9       | 3        | 60.87%         |
| Cerezo Osaka         | 41    | 17       | 13      | 11       | 52.03%         |
| Athletico Paranaense | 120   | 49       | 30      | 41       | 49.17%         |
| Ludogorets Razgrad   | 23    | 15       | 4       | 4        | 71.01%         |
| Atlético Nacional    | 76    | 26       | 26      | 14       | 52.53%         |

## Títulos

### Como treinador
Botafogo
- Campeonato Brasileiro: 1995

Cruzeiro
- Copa Libertadores da América: 1997
- Campeonato Mineiro: 1997

Alianza Lima
- Campeonato Peruano - Apertura: 2001

Sporting Cristal
- Campeonato Peruano - Apertura e Clausura: 2002

Al-Rayyan
- Copa del Emir de Catar: 2010 e 2011

São Paulo
- Eusébio Cup: 2013
- Copa do Mundo de Clubes da FIFA: 2005[51]
- Copa Libertadores da América: 2005

Athletico Paranaense
- Campeonato Paranaense: 2016

Ludogorets Razgrad
- Supercopa da Bulgária: 2018

Atlético Nacional
- Superliga da Colômbia de Futebol de 2023